# Information Mapping
Information mapping är en forskningsbaserad metod för att skapa användaranpassad information, såväl på papper som på webben. Metoden utvecklades på 1960-talet av Robert Horn och ger skribenter verktyg för att
- analysera informationens syfte och användarnas behov
- strukturera informationen och anpassa den till syftet och behoven, samt till hur den mänskliga hjärnan tar till sig, hanterar och minns information
- presentera informationen så den blir lätt att förstå, använda, komma ihåg och återanvända.

Med Information Mapping blir information tydlig, konsekvent och lättillgänglig. Sådan information minskar antalet 
- fel och misstag
- sökningar på olika webbsajter eller i dokument
- samtal till exempelvis en kundtjänst eller frågor till kollegor.